# Thalcusite
La thalcusite è un minerale appartenente al gruppo della bukovite.